# آلیدا ایوری
آلیدا اِیوری (انگلیسی: Alida Avery؛ ‏ ۱۱ ژوئن ۱۸۳۳ – ۲۲ سپتامبر ۱۹۰۸) پزشک و آموزگار اهل ایالات متحده آمریکا بود. وی عضو هیئت علمی کالج واسر بود. به نظر می‌رسد که او نخستین زن دارای پروانهٔ طبابت و مجوز برای انجام فعالیت‌های پزشکی در ایالت کلرادو باشد. او همچنین رئیس مرکز بهداشت کلرادو بود. اِیوری یکی از نخستین زنانی بود که در انجمن پزشکی دنور پذیرفته شد.
نام او در سال ۲۰۲۰ در «تالار مشاهیر زن کلرادو» فرار گرفت.

## اوایل زندگی
آلیدا کورنلیا اِیوری در ۱۱ ژوئن ۱۸۳۳ در شربرن، نیویورک به دنیا آمد. پدر و مادرش هانا (دیکسون) اِیوری و دیکون ویلیام اِیوری بودند. او دو خواهر و پنج برادر داشت. وی در سن ۱۶ سالگی، شغل آموزگاری و تدریس را آغاز کرد.

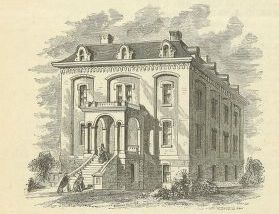
کالج پزشکی زنان نیوانگلند در سال ۱۸۶۰

در نیمه دوم قرن ۱۹ بود که زنان کم‌کم وارد حرفه پزشکی شدند. برخی از آنها در دانشکده‌های پزشکی که توسط زنان و برای زنان تأسیس شده بود، تحصیل کردند. اِیوری در سال ۱۸۵۸ به مدت یک سال در دانشکده پزشکی زنان پنسیلوانیا تحصیل کرد و در سال ۱۸۶۲ میلادی از دانشکده پزشکی زنان نیو انگلند در بوستون فارغ‌التحصیل شد.

## حرفه

### بروکلین
پس از فارغ‌التحصیلی، اِیوری برای تأسیس یک مطب خصوصی با مشکلاتی مواجه شد. برخی از زنان برای رسیدن به نقطه‌ای که مطب آن‌ها از لحاظ خودکفا و سودده شود، پنج سال زمان صرف می‌کردند. اِیوری در بروکلین سکونت گزید، جایی که برای پیدا کردن یک دفتر پزشکی، زمان دشواری را پشت سر گذاشت. او پس از پیدا کردن مطب، گفت: «باید اعتراف کنم که کمی از شهرت [زن بودن به عنوان پزشک] می‌ترسم. من کاملاً بی‌توجه به انجام کارهایی که مردم به آن‌ها تمسخر می‌کنند و درباره‌شان حرف‌های نفرت‌انگیز می‌زنند نیستم؛ اما اگر کار داشته باشم، به آن فکر نخواهم کرد.» پس از دو ماه، او متوجه شد که بیمارانش عمدتاً دوستانی بودند که پیش از انتقال به بروکلین با آن‌ها آشنا شده بود.

### کالج واسر

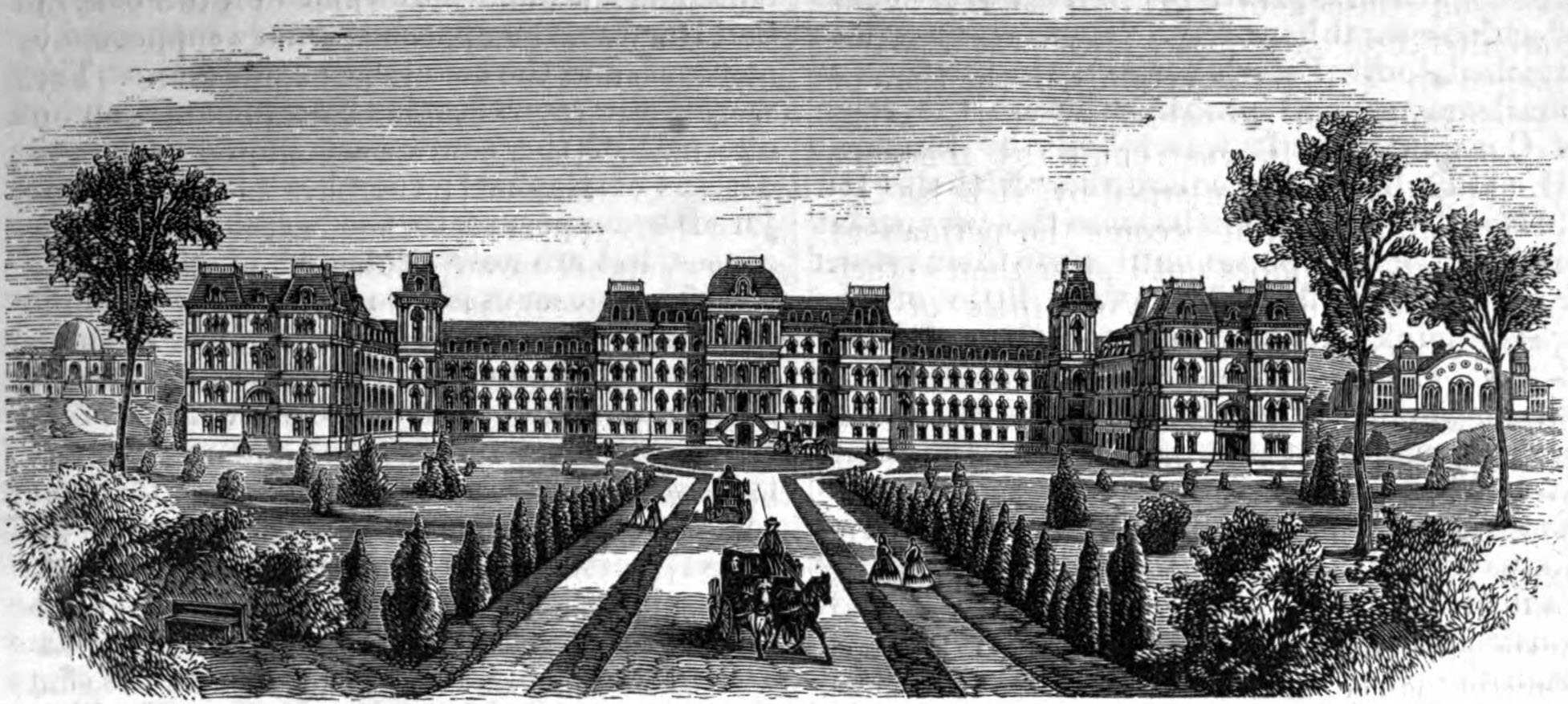
چاپ روی چوب پردیس کالج واسر، ۱۸۷۹

در سال ۱۸۶۵، او توسط کالج واسر به عنوان پزشک مقیم و استاد فیزیولوژی و بهداشت استخدام شد. از سال ۱۸۶۶ تا ۱۸۷۴، او به عنوان دبیر هیئت علمی کار می‌کرد. او همچنین جامعه گل‌کاری کالج را سازماندهی کرد.
مطب او در مجموعه‌ای از اتاق‌ها در ساختمان اصلی کالج تأسیس شد، جایی که مسئول سلامتی بیماران و کل کالج بود. اِیوری به درمان‌های هیدروتراپی اعتقاد داشت و شرایط بهداشتی سالم برای غذا، آب و شیر را تضمین می‌کرد. او مسئول تصمیم‌گیری در مورد کنترل قرنطینه، اینکه آیا کارکنان باید به دلیل مشکلات بهداشتی اخراج شوند یا نگه داشته شوند، برگزاری مراسم عبادت در شرایط بد جوی و زمان روشن کردن گرمایش در ساختمان‌ها بود.
تمام دانشجویان جدید ملزم به گذراندن دوره بهداشت تحت نظر اِیوری بودند. او بر اهمیت رژیم غذایی سالم و متعادل، برای موفقیت ذهنی تأکید می‌کرد. بسیاری از زنان جوانی که مشکلات گوارشی یا سلامتی نامطمئن داشتند، به لطف توصیه‌های او بهبود یافتند. فیزیولوژی به مدت دو دهه در سال‌های اولیه تأسیس کالج واسر به عنوان یک موضوع اجباری برای سال‌های دوم و چهارم تحصیلی در نظر گرفته می‌شد. اِیوری و ستاره‌شناس ماریا میچل تنها زن دیگری که در آن زمان در هیئت علمی حضور داشت، متوجه شدند که حقوق آن‌ها کمتر از بسیاری از استادان مرد جوان‌تر است. آن‌ها بر افزایش حقوق خود پافشاری کردند و موفق به دریافت آن شدند.
او به عنوان راهنما و مشاوری مؤثر در سال‌های اولیه کالج واسر شناخته می‌شد. فرانسیس ای. وود، رئیس کتابخانه، گفت: «او در سال ۱۸۶۵ به عنوان پزشک مقیم آمد، عضو قوی هیئت علمی بود، اعتماد و احترام بالایی نزد [رئیس بیمارستان] رییوند و [خانم مسئول] لایمن داشت و با آن‌ها مسئولیت آن دوره مهم و سازنده را به اشتراک می‌گذاشت. روابط دوستانه و محرمانه‌ای که بین این سه 'قدرت' وجود داشت، به حدی نزدیک بود که برخی از دانشجویان بی‌ادب آن‌ها را 'گروه تثلیث' می‌نامیدند.»

### دنور
اِیوری در سال ۱۸۷۴ به دنور نقل مکان کرد. او طبابت را آغاز کرد و اولین زنی بود که در ایالت کلرادو پروانه طبابت دریافت کرد. او همچنین مدیر بهداشت کلرادو بود. تا سال ۱۸۷۷، او سالانه ۱۰٬۰۰۰ دلار (معادل ۲۹۵٬۲۸۱ دلار در سال ۲۰۲۴) درآمد داشت. در سال ۱۸۸۱، او به عضویت انجمن پزشکی دنور درآمد، همان‌طور که ایدیت روت و مری بارکر بیتس نیز به این انجمن پیوستند. آن‌ها اولین زنانی بودند که در این سازمان پذیرفته شدند. او در سال ۱۸۸۷ بازنشسته شد. اما پس از نقل مکان به کالیفرنیا، او یک مرکز پزشکی در سان فرانسیسکو تأسیس کرد و چندین سال در آنجا به فعالیت پزشکی ادامه داد.

## میراث
در سال ۱۹۳۱، سالن اِیوری در کالج واسر به افتخار نقش او در این کالج به عنوان اولین پزشک مقیم و استاد بهداشت و فیزیولوژی نامگذاری شد. او همچنین در ایجاد برنامه تحصیلی برای رشتۀ تئاتر در این مدرسه نقش اساسی داشت.